# Grania parvitheca
Grania parvitheca är en ringmaskart som beskrevs av Erséus 1980. Grania parvitheca ingår i släktet Grania och familjen småringmaskar. Inga underarter finns listade i Catalogue of Life.